# 鲁芒 (上加龙省)
鲁芒（法語：Roumens）是法国上加龙省的一个市镇，属于图卢兹区（Toulouse）勒韦县（Revel）。该市镇总面积3.57平方公里，2009年时的人口为240人。

## 人口
鲁芒人口变化图示